# Games Workshop
Games Workshop Group PLC (muitas vezes abreviada como GW) é uma empresa britânica, que produz e comercializa jogos . A Games Workshop é mais conhecida como desenvolvedora e editora de WarGames de miniaturas como  Warhammer, Warhammer 40.000 e  The Lord of the Rings Strategy Battle Game. A empresa está cotada na London Stock Exchange com o símbolo GAW.L. 

## Histórico
Fundada em 1975, por John Peake, Ian Livingstone, e Steve Jackson (para não ser confundido com um cidadão norte-americano  Steve Jackson, que também é um designer de jogos), Games Workshop era originalmente uma fabricante de tabuleiros de madeira para jogos como gamão, mancala, trilha e Go, que mais tarde se tornaria a editora britânica do jogo RPG americano Dungeons & Dragons.